# 예당저수지
예당저수지(禮唐貯水池)는 충청남도 예산군에 있는 저수지이다. 대한민국에서 소재한 저수지 중 가장 크다. 예당저수지의 상류의 소류지가 상당히 많고 특히 수량을 많이 확보하는 이유는 무한천과 신양천을 통해 가능하였다.

## 역사
조선 시대의 국사당보를 모체로 1928년 4월에 착공하였으나 일제강점기 말기부터 공사가 중단되었다가, 1952년 12월에 다시 착공해 1964년 12월 31일에 준공되었다. 예산군 신양면, 광시면, 대흥면, 응봉면에 걸쳐 있다.

## 지리
만수 면적은 10.9 km2, 저수량 4천710만 m³, 만수위는 22.5m이다. 예산군과 당진시의 농경지인 예당평야에 농업용수를 공급한다고 해서 예산군과 당진시의 앞머리를 따서 이름을 지었다. 지난 20여 년 동안 중부권 최고의 낚시터로 알려져 있다. 겨울철 얼음낚시 외에 초봄부터 늦가을까지 계속 낚시할 수 있다. 주로 붕어·잉어를 비롯한 민물고기가 대부분이다. 1969년 국민관광지로 지정, 개발되어 다양한 휴양지로 각광을 받고 있다. 

## 예당호 출렁다리
예당호 출렁다리